# Танаскович, Райко
Райко Танаскович (серб. Рајко Танасковић; 3 октября 1917, Прелина — 14 июля 1984, Пула) — югославский военачальник, генерал-полковник Югославской народной армии, доктор военных наук. В годы Народно-освободительной войны Югославии командир словенского партизанского движения и член Главного штаба НОАЮ в Словении.

## Биография
Родился 3 октября 1917 в деревне Прелина около города Чачак (ныне Сербия). Окончил школу младших офицеров, служил в Югославской королевской армии. Участник Апрельской войны, после капитуляции страны вернулся в родную деревню, где связался с членами Коммунистической партии Югославии и начал готовиться к вооружённому выступлению. Возглавил роту Чачакского партизанского отряда, осенью 1941 года после разгрома партизанского движения ушёл в Санджак и Боснию, с марта 1942 года командир батальона при 2-й пролетарской ударной бригаде. С 1941 года член КПЮ.
С осени 1942 года Танаскович как талантливый партизанский командир с большой группой партизан по приказу Верховного штаба НОА и ПОЮ был направлен в Словению, где возглавил 5-ю словенскую ударную бригаду имени Ивана Цанкара. После образования в июле 1943 года 15-й словенской дивизии возглавил её, заняв место павшего в бою Предрага Ефтича. В октябре 1943 года назначен командиром 7-го словенского армейского корпуса, позднее руководил Оперативным отделом Главного штаба НОАЮ в Словении.
После войны Танаскович окончил Высшую военную академию и курс оперативной тактики в Военной школе ЮНА. Был начальником Штаба армии, Управления в Генеральном штабе ЮНА, Высшей военной академии, командиром Главного штаба Территориальной обороны СР Сербии. В 1977 году вышел в отставку. Доктор военных наук, почётный профессор Факультета народной обороны Белградского университета. Член ЦК Союза коммунистов Сербии и Совета Федерации СФРЮ. Кавалер ряда орденов и медалей, в том числе медали Партизанской памяти 1941 года, ордена Военного флага и Партизанской звезды I степени (с золотой звездой).
Умер 14 июля 1984 в Пуле (СР Хорватия). Похоронен на Аллее почётных граждан на Новом кладбище Белграда.